# Adam von Aretin

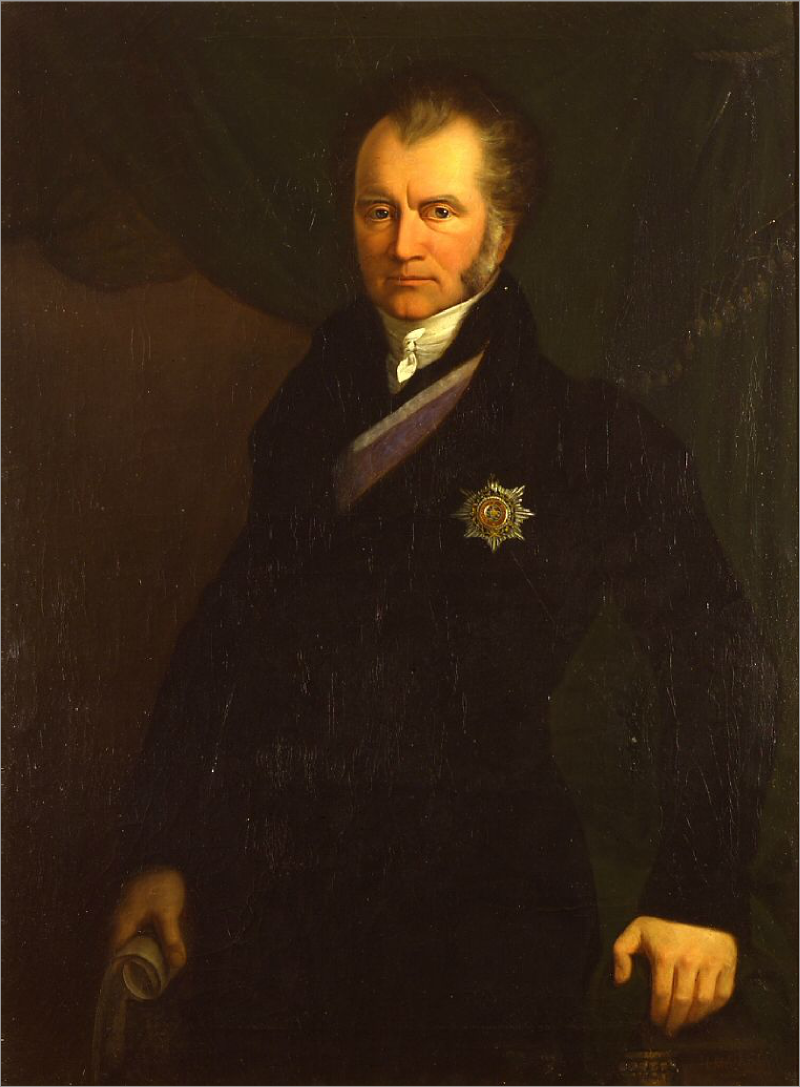
Johann Adam Freiherr von Aretin

Johann Adam Freiherr von Aretin (* 27. August 1769 in Ingolstadt; † 16. August 1822 auf Schloss Haidenburg, Niederbayern) war ein Staatsbeamter und Diplomat im Königreich Bayern.

## Leben und Wirken
Er entstammte der Familie der Freiherren von Aretin. Seine Eltern waren Karl Albert von Aretin (* 1741) und dessen Ehefrau Maria Anna Rosina, geb. Edle von Weinbach (* 1747). Er war der ältere Bruder des Staatsbeamten Johann Georg von Aretin (1770–1845) und des Bibliothekars und Publizisten Johann Christoph Freiherr von Aretin.
Adam von Aretin schloss 1783  das kurfürstliche Gymnasium in München (heute Wilhelmsgymnasium München) als Primus ab und begann anschließend im Alter von 14 Jahren ein Jurastudium an der Universität Ingolstadt. 1785 musste er die Universität und das Land wegen seiner Kontakte zum Illuminatenorden verlassen. 1788 dennoch in den bairischen Staatsdienst aufgenommen, stieg er schnell auf. Beim Einmarsch der Franzosen 1796 war beim flüchtenden Hofstaat des Kurfürsten und seiner Regierung. 1798 wurde er zum Vizekanzler ernannt.
Ab 1802 war er als Generalkommissär für die Säkularisation des bisher unabhängigen Hochstifts Freising zuständig. Später kam auch das bisher zum Fürsterzbistum Salzburg gehörende Mühldorf am Inn zu seinem Aufgabenbereich. Er kam 1808 in die Gesetzgebungskommission und schuf als Oberlehnhofkommissar das Bayerische Lehnsrecht. Im selben entstand unter seiner Leitung die erste moderne topographische Karte Bayerns. 1811 erwarb er das durch die Säkularisation aufgelassene Kloster Aldersbach und die Brauerei Aldersbach.
Aus dem Jahr 1814 stammt sein Verfassungsentwurf. Kurzzeitig war er Generalkommissär nach Aschaffenburg. Zwischen 1814 und 1817 setzte er sich im Auswärtigen Ausschuss für eine Mitgliedschaft Bayerns im Deutschen Bund ein. Ab 1817 war er der Nachfolger von Aloys von Rechberg als bayerischer Gesandter am Bundestag (Deutscher Bund), der ihn in die Verfassungskommission berief. Seit 1807 war er Ehrenmitglied der Bayerischen Akademie der Wissenschaften.
Aus seiner ersten Ehe mit Josepha Eleonora Freiin von Hertling (1774–1810), einer Tochter des Friedrich Wilhelm von Hertling, stammte u. a. die Tochter Friederike (1789–1878), verheiratet mit Carl August Freiherr von Fraunhofen auf Schloss Neufraunhofen, die sich als Landschaftsmalerin hervortat.
Baron Aretin starb kurz vor seinem 53. Geburtstag auf Schloss Haidenburg in Niederbayern.